# Carlos F. Borcosque
Carlos F. Borcosque, nato Carlos Francisco Borcosque Sánchez (Valparaíso, 9 settembre 1894 – Buenos Aires, 5 settembre 1965), è stato un regista e sceneggiatore cileno che lavorò anche come aiuto regista.
A Hollywood, negli anni venti, fu consulente per i film in lingua spagnola. Visse soprattutto in Argentina, dove realizzò la maggior parte dei suoi film. Appassionato di aviazione, ne scrisse come giornalista, prendendo anche il brevetto di pilota.

## Filmografia

### Regista
- Hombres de esta tierra (1922)
- Traición (1923)
- Vida y milagros de Don Fausto (1924)
- Martín Rivas (1925)
- Diablo fuerte (1925)
- El huérfano (1926)
- Wu Li Chang, co-regia di Nick Grinde (1930)
- En cada puerto un amor, co-regia di Marcel Silver (1931)
- La mujer X (1931)
- Su última noche, co-regia di Chester M. Franklin (1931)
- Cheri-Bibi  (1931)
- Dos noches (1933)
- Fighting Lady
- Alas de mi patria (1939)
- ...Y mañana serán hombres
- Nosotros, los muchachos
- Flecha de oro
- Fragata Sarmiento
- La casa de los cuervos
- Cada hogar un mundo
- Yo conocí a esa mujer
- Una vez en la vida
- Incertidumbre
- Un nuevo amanecer
- La juventud manda
- Valle negro
- 24 horas en la vida de una mujer (1944)
- La verdadera victoria (1944)
- Amarga verdad (1945)
- Éramos seis (1945)
- Cuando en el cielo pasen lista (1945)
- Corazón
- Siete para un secreto
- Las aventuras de Jack
- La muerte está mintiendo
- El alma de los niños
- Volver a la vida
- L'oro dei barbari (Facundo, el tigre de los llanos), regia di Miguel P. Tato - Carlos F. Borcosque e Leopoldo Torre Nilsson (supervisori) (1952)
- El tambor de Tacuarí
- Grumete
- El calavera
- Pobres habrá siempre (1958)
- Mientras haya un circo
- Voy a hablar de la esperanza

### Sceneggiatore
- Hombres de esta tierra, regia di Carlos F. Borcosque (1922)
- Traición, regia di Carlos F. Borcosque (1923)
- Diablo fuerte, regia di Carlos F. Borcosque (1925)
- El huérfano, regia di Carlos F. Borcosque (1926)
- Trapped in Tia Juana
- El carnaval del diablo
- Alas de mi patria, regia di Carlos F. Borcosque (1931)
- ...Y mañana serán hombres
- Nosotros, los muchachos
- Flecha de oro
- Fragata Sarmiento
- Una vez en la vida
- Incertidumbre
- Un nuevo amanecer
- La juventud manda
- Valle negro
- Éramos seis, regia di Carlos F. Borcosque (1945)
- Corazón
- Las aventuras de Jack
- El alma de los niños
- L'oro dei barbari (Facundo, el tigre de los llanos), regia di Miguel P. Tato - Carlos F. Borcosque e Leopoldo Torre Nilsson (supervisori) (1952)
- Grumete
- Pobres habrá siempre
- Mientras haya un circo
- Voy a hablar de la esperanza